# Chreode
Chreode bzw. Kreode (griech.: chre – „es ist notwendig“ und hodos – „Weg“, „Pfad“) ist ein Neologismus, der primär durch den Biologen Conrad Hal Waddington geprägt wurde. Er beschreibt den Entwicklungsgang einer Zelle während des Wachstums zu einem speziellen Organ. Als wahrscheinlichkeitstheoretischer Begriff kann er anhand einer Metapher erklärt werden: liegt ein Ball in einer Landschaft, wird er die Form annehmen, um am besten in die Landschaft zu passen – sprich: um seinen Ruhezustand zu finden. Dies ist gleichzeitig ein teleologischer Ansatz, demnach die Zelle versucht, ein Ziel zu erreichen (bspw. die Entwicklung von der Zelle zum Embryo).
Der Begriff Chreode findet seine Anwendung sekundär auch in der neueren sozialwissenschaftlichen und pädagogischen Forschung. Nach Edmund Kösel ist hiermit die Entwicklung des Lernenden innerhalb einer Lerneinheit gemeint, wobei sich der Begriff Chreode ganz eng mit dem Begriff der Subjektiven Didaktik vernetzt. Es ist also nicht wie in der Biologie ein Durchlaufungsprozess, sondern eher ein Entwicklungsprozess. Ähnlich wurde der Begriff Kreode mit Bezug auf Waddington schon von Jean Piaget benutzt.
Auch Jean-Baptiste Barrière verwendet den Begriff Chreode tertiär in ähnlicher Form: hier ist die Chreode der Teil einer Schleife, den die Musik in ihrer Entwicklung durchläuft (Stück für Computer, 1983), womit eine ähnliche Definition wie bei der Pädagogik erfolgt.
Der Biologe Rupert Sheldrake verwendet den Begriff in seiner nicht anerkannten Theorie von morphischen Feldern und bezeichnet damit einen Entwicklungspfad bei der Formgebung von Lebewesen und sozialen Systemen.

## Anwendung
Aufgrund seiner sehr abstrakten Konstruktionsweise und der metaphysischen Begrifflichkeit findet man Chreode als Sprachbegriff vorwiegend in Fachliteratur. Dieser wird auch herangezogen, wenn man Entwicklungslinien oder Strukturmuster innerhalb einer Schleife genauer erklären will.